# Charles Spalding Thomas

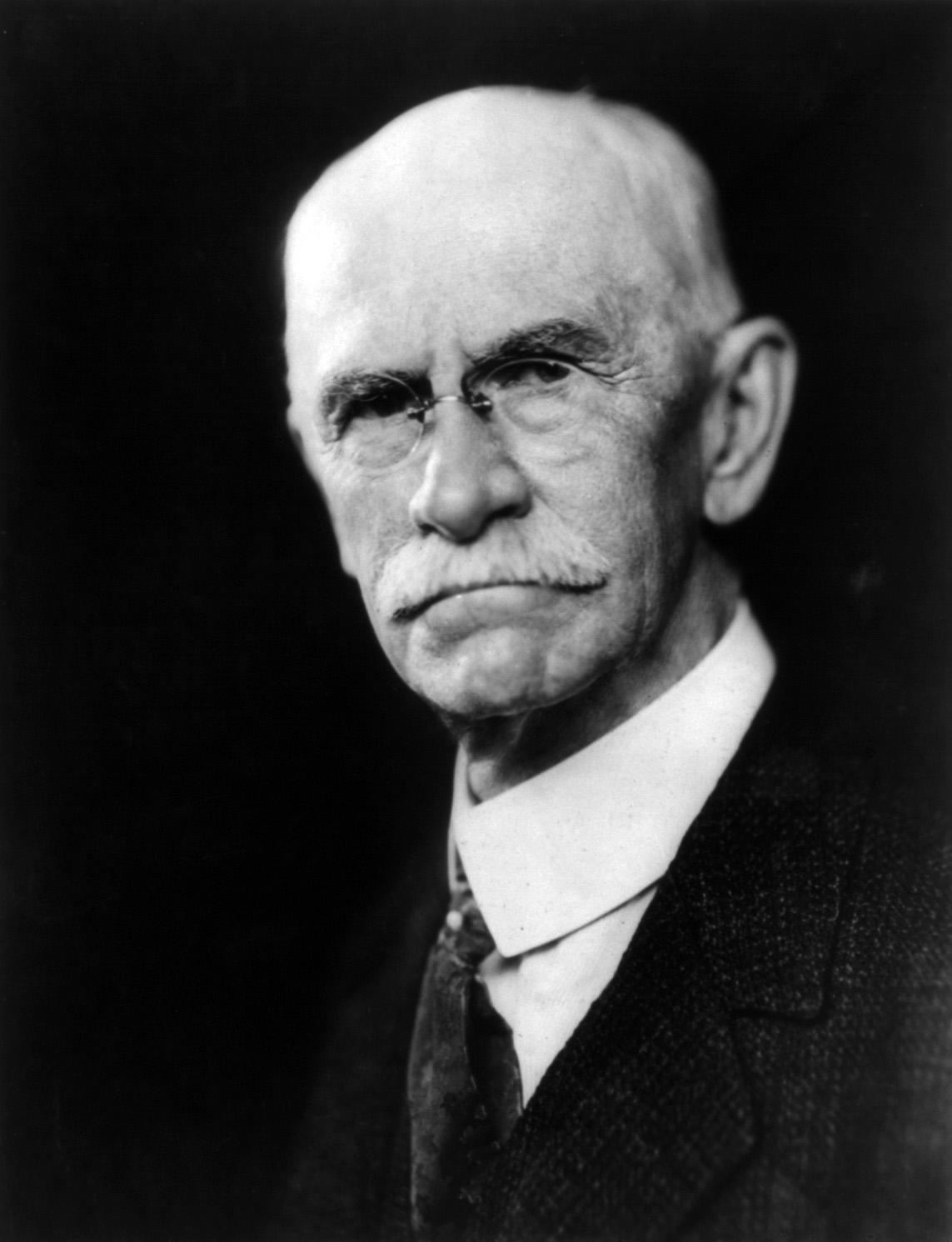
Charles Spalding Thomas

Charles Spalding Thomas (* 6. Dezember 1849 in Darien, Georgia; † 24. Juni 1934 in Denver, Colorado) war ein US-amerikanischer Politiker und von 1899 bis 1901 der elfte Gouverneur des Bundesstaates Colorado.

## Frühe Jahre und politischer Aufstieg
Charles Thomas besuchte in Georgia und Connecticut private Schulen, ehe er für kurze Zeit in der Armee der Konföderation am Amerikanischen Bürgerkrieg teilnahm. Im Jahr 1871 legte er an der University of Michigan sein juristisches Examen ab. Aus gesundheitlichen Gründen zog er dann nach Denver, wo er als Rechtsanwalt arbeitete.
Thomas war Mitglied der Demokratischen Partei. Von 1875 bis 1877 war er Anwalt der Stadt Denver. Zwischen 1884 und 1896 war er im Republican National Committee. 1884 kandidierte er erfolglos für einen Sitz im US-Repräsentantenhaus. Ebenso erfolglos blieben seine Kandidaturen für den US-Senat in den Jahren 1888 und 1894 sowie für das Amt des Gouverneurs von Colorado im Jahr 1894. Am 8. November 1898 schaffte er dann doch den Wahlsieg, in dem er zum neuen Gouverneur seines Staates gewählt wurde. 

## Gouverneur und Senator
Thomas trat sein neues Amt am 10. Januar 1899 an. In dieser Zeit wurde in Colorado eine Erbschaftssteuer eingeführt und das Teller County geschaffen. In der Eisenverhüttung wurde der Achtstundentag eingeführt. 
Nach dem Tod von Charles J. Hughes im Jahr 1911 übernahm er dessen Sitz im US-Senat. Nach einer Wiederwahl in dieses Amt blieb er bis zum März 1921 in diesem Gremium. Dort war er Vorsitzender des Ausschusses, der über das Frauenwahlrecht auf Bundesebene beriet sowie Mitglied in zwei weiteren Ausschüssen. Nach dem Ende seiner Zeit im Kongress war Thomas wieder als Rechtsanwalt tätig. Er starb im Juni 1934. Mit seiner Frau Emma Fletcher hatte er fünf Kinder.